# イズモナンキン
イズモナンキン（出雲南金、出雲ナンキン）とは、キンギョの一品種。1982年に島根県の天然記念物に指定された。単にナンキンと呼ばれることもある。

## 概要
見た目は肉瘤が発達せず、ランチュウより引き締まった体である。品評会レベルでは人工調色をされた魚がほとんどを占める。品評会の審査基準では四つ尾しか認められておらず、ほかの尾は不可となっている。模様は白更紗や六鱗、鹿の子模様が好まれるが、白でもよい（頭が赤いのは不可）。また目先は細く尾筒が太いものが理想とされる。また、その卵型の形状から、海外では「エッグフィッシュ（Egg fish）」と呼ばれる事もある。

## 飼育
イズモナンキンは主にランチュウと同じくタタキ池で飼育される（トロ舟や水槽も可）。こまめな水換え、目先をくずさないために薄飼いやえさの与えすぎに気をつける。基本的な飼育はランチュウと同じである。